# William Musgrave
William Musgrave est un médecin et antiquaire anglais, né à Carlton-Musgrave, comté de Somerset, en 1657, mort à Exeter en 1721.
Il commence d’abord par étudier pendant plusieurs années le droit à l’université d’Oxford ; mais il y renonce ensuite pour se livrer complètement à la médecine. Ses études médicales sont brillantes et il est reçu docteur en 1689. 
Il s'établit ensuite à Exeter, où il se livre à des travaux sur la médecine et sur les antiquités. 

## Œuvres
Ses écrits qui concernent la médecine sont : Dissertatio de arthritide symptomatica (Oxford, 1703, in-8°) ; Dissertatio de des Salute, in qua illius symbola, templa, statum, nummi, inscriptiones exhibentur et illustrantur (Oxford, 1716, in-4°); De arthritide primigenia et regulari (Londres, 1774, in-8°). 
Le recueil intitulé Transactions philosophiques contient de lui plusieurs articles, parmi lesquels nous citerons ; An account of the cutting of the cæcum (1683) ; Some experiments relating to digestion and of a large bed of glands observed in the stomach of a yack (1684); On the cause and use of respiration (1698) ; On throwing warm water into the thorax (1698) ; Of a periodical palsy in a young woman (1098) ; Experiments upon freezing (1698) ; Argument for the most frequent use of laryngotomy (1698) ; Of a polypus found in a dog ; Account of hydratids voided by stool (1705) ; On transmitting blue coloured liquors into the lacteals (1700). 
Ses ouvrages relatifs à l’archéologie ont été réunis et publiés à Exeter (1720, 4 vol. in-8°). Le plus important a pour titré : Belgium britannicum (Exeter, 1719, in-8°), avec figures.

## Source
- « William Musgrave », dans Pierre Larousse, Grand dictionnaire universel du XIXe siècle, Paris, Administration du grand dictionnaire universel, 15 vol., 1863-1890 [détail des éditions].